# Julie Laernoes
Julie Laernoes, née le 3 juillet 1982 à Delft (Pays-Bas), est une femme politique franco-néerlandaise et députée écologiste française.
Installée à Nantes et membre d'Europe Écologie Les Verts, elle est élue conseillère municipale en 2014 et devient vice-présidente de Nantes Métropole. 
En 2022, elle est élue députée de la 4e circonscription de la Loire-Atlantique sous l'étiquette NUPES, puis le 7 juillet 2024, réélue députée de la même circonscription sous l'étiquette Nouveau Front populaire.

## Biographie

### Jeunesse et vie familiale
Julie Laernoes naît le 3 juillet 1982 à Delft aux Pays-Bas, d'une mère française, institutrice, et d'un père néerlandais, fonctionnaire à l'aménagement du territoire. Elle étudie à l'université d'Utrecht, où elle obtient une licence de droit et science politique. Elle intègre ensuite l'Institut d'études politiques de Paris, où elle suit un master centré sur l'Europe, qu'elle obtient en 2006.

### Parcours politique
Durant ses études à Paris, elle fait la rencontre de Dominique Voynet, venue parler du traité constitutionnel européen, qui lui propose un stage au Sénat, puis de participer à sa campagne présidentielle en 2007. L'année suivante, à l'issue des élections municipales de 2008, Dominique Voynet devient maire de Montreuil et Julie Laernoes sa cheffe de cabinet.
Membre d'Europe Écologie-Les Verts (EELV) à partir de 2006, Julie Laernoes s'installe par la suite à Nantes. À l'occasion des élections régionales de 2010, elle est directrice de campagne de Jean-Philippe Magnen, tête de liste écologiste, et prend le rôle de secrétaire générale du groupe des élus Verts au conseil régional. Élue localement à Nantes à partir de 2014 sur la liste de Pascale Chiron, elle devient notamment vice-présidente de Nantes Métropole et conseillère municipale. En 2020, elle se présente aux élections municipales nantaises pour EELV avant de se rallier à la liste de Johanna Rolland, alors maire sortante socialiste, pour le second tour. Johanna Rolland est élue dans une triangulaire face à Valérie Oppelt, candidate macroniste, et Laurence Garnier, candidate LR.
Julie Laernoes se présente aux élections législatives de 2022 et est élue députée de la 4e circonscription de la Loire-Atlantique sous l'étiquette de la Nouvelle Union populaire écologique et sociale, succédant ainsi à la députée LREM Aude Amadou. Elle abandonne alors tous ses mandats locaux : celui de deuxième adjointe à la maire, celui de la présidence du groupe écologiste à la municipalité, la présidence du Marché d’intérêt national de Nantes et celui de vice-présidente de Nantes Métropole chargée du climat.
Aux élections législatives de 2024, Julie Laernoes est réélue députée sous l'étiquette Nouveau Front populaire avec 53,40 % des suffrages, face à la candidate Renaissance Aude Amadou et la candidate RN Gaëlle Pineau.

## Prises de position
Julie Laernoes est considérée comme une élue mettant l'écologie au premier plan, ce qui lui vaut des critiques de la part d'élus PS qui lui reprochent une certaine rigidité, tandis que pour d'autres élus EELV, son caractère est un atout. En 2019 ses relations avec Johanna Rolland, à la fois adversaire politique et maire avec qui elle fait partie de la majorité, sont décrites comme « tendues ».
Dans le cadre de ses fonctions locales et à l'inverse de la majorité municipale à laquelle elle appartient, Julie Laernoes s'oppose au projet d'aéroport de Notre-Dame-des-Landes et au projet, lui aussi avorté, d'un nouveau stade de football baptisé YellowPark (en) pour le FC Nantes.
Sur l'énergie nucléaire, Julie Laernoes a notamment consacré son mémoire de master au mouvement antinucléaire en Europe. En mars 2023, elle demande l'ouverture d'une convention citoyenne et l'organisation d'un grand débat national sur ce sujet. En mars 2024, elle s'oppose en commission du développement durable et dans l'Hémicycle au projet de loi relatif « à l’organisation de la gouvernance de la sûreté nucléaire et de la radioprotection pour répondre au défi de la relance de la filière nucléaire » qui prévoit la fusion entre l’Autorité de sûreté nucléaire (ASN), principalement responsable du contrôle et de la décision, et l’Institut de radioprotection et de sûreté nucléaire (IRSN), chargé de l’expertise et de la recherche.
Le 11 juin 2023, elle participe à une action des Soulèvements de la Terre pour dénoncer l'exploitation du sable dans les carrières de Saint-Colomban, dans le sud de la Loire-Atlantique.
En 2024, elle participe à la Commission spéciale pour l’examen du projet de loi relatif à l’accompagnement des malades et de la fin de vie au sein de laquelle elle défend un droit à mourir encadré. La dissolution de l'Assemblée nationale le 9 juin 2024 n'a pas permis aux députés d'achever l'examen de ce projet de loi en première lecture.

## Vie privée
Julie Laernoes rencontre son compagnon à Nantes en 2007 lors d'un meeting de Dominique Voynet. Elle est mère de deux enfants.